# Wolfgang Schulz (Politiker)
Wolfgang Schulz (* 22. Mai 1934 in Greifswald) ist ein ehemaliger deutscher Politiker (CDU, zuvor SPD).

## Leben
Schulz besuchte die Schule in Greifswald, studierte Chemie an der Universität Greifswald und wurde dort promoviert. 1961, als Student, wurde er wegen politischer Äußerungen in der Universität Greifswald mit dem Vorwurf der „staatsgefährdenden Hetze und Propaganda“ zu zweieinhalb Jahren Haft verurteilt, nach neun Monaten in Haft wurde er in der Revision freigesprochen. Von 1964 bis 1990 arbeitete er als wissenschaftlicher Mitarbeiter am Zentralinstitut für Organische Chemie.
In der DDR parteilos, trat er nach der politischen Wende in der DDR zunächst dem Neuen Forum bei, wurde dann Mitglied der Sozialdemokratischen Partei Deutschlands (SPD). Nach einem Dissens über die Frage, ob Schulz Zuträger der Staatssicherheit gewesen sei, was von Genossen verbreitet wurde, konnte Schulz das Gegenteil beweisen, trat aber - vier Wochen vor der Landtagswahl am 14. Oktober 1990 - aus der SPD aus; aus wahlrechtlichen Gründen konnte die SPD so kurz vor der Wahl keinen neuen Kandidaten aufstellen. Schulz wurde im Wahlkreis Rostock II gewählt. Die Landtagswahl ergab ein Patt (je 33 Landtagssitze für CDU/FDP und SPD/PDS). Schulz entschied sich, die CDU-Fraktion zu unterstützen (er trat später auch in die CDU Mecklenburg-Vorpommern ein); dies ermöglichte die schwarz-gelbe Regierung Gomolka. Seine Entscheidung hatte auch bundespolitische Bedeutung: durch die drei Stimmen Mecklenburg-Vorpommerns im Bundesrat hatten die unionsgeführten Länder ab Oktober 1990 dort wieder eine Mehrheit. Schulz gehörte vom 26. Oktober 1990 bis 1994 dem Landtag von Mecklenburg-Vorpommern an und war in dieser Zeit auch Bürgerbeauftragter, teils als Parlamentarischer Staatssekretär, beim Ministerpräsidenten des Landes. 
Nach der Zeit als Landtagsabgeordneter und Bürgerbeauftragter war Schulz drei Jahre lang als Generalbevollmächtigter eines mittelständischen Betriebes tätig. Später wurde er ehrenamtlicher Bürgermeister und Gemeindevertreter in Elmenhorst/Lichtenhagen sowie Mitglied des Kreistags. Er ist Ehrenmitglied des Leibniz-Instituts für Katalyse an der Universität Rostock.